# Tetraclipeoides formidatus
Tetraclipeoides formidatus är en skalbaggsart som beskrevs av Gordon 1976. Tetraclipeoides formidatus ingår i släktet Tetraclipeoides och familjen Aphodiidae. Inga underarter finns listade i Catalogue of Life.